# انتخابات الرئاسة البوليفية 1979
انتخابات الرئاسة البوليفية 1979 هي الانتخابات الرئاسية التي جرت في 1979، في بوليفيا، لانتخاب رئيس جمهورية بوليفيا، فاز بالانتخابات والتر غيفارا.